# Fiat Sedici
Fiat Sedici — легковий автомобіль (SUV). Спільна розробка італійського автовиробника Fiat та японського Suzuki (має назву Suzuki SX4). Виготовляється з 2006 року з кузовом хетчбек. Окрім передньоприводної версії є також повноприводна. Назва автомобіля з італійської мови перекладається як «шістнадцять». Основними конкурентами автомобіля є: Nissan Qashqai, Suzuki SX4 Hatchback і Skoda Yeti. 

## Опис
Зовнішній вигляд автомобіля досить незвичайний, а все завдяки своєрідній «ікластій» решітці радіатора, що віддалено нагадує Fiat Croma і ламаним фарам «бумеранг». Екстер'єром Фіат Седічі займалося відоме ательє ItalDesign на чолі з Джорджетто Джуджаро. 
Кузов кросовера має клиноподібну форму з ламаною підвіконною лінією, м'язистими передніми крилами і чітко окресленими задніми стійками. Седічі прикрашається пластиковим обвісом по периметру кузова, що робить його більш привабливим. Автомобіль оснащується 16-дюймовими колесами. Габарити Sedici рівні: довжина - 4115 мм, ширина - 1755 мм, висота - 1621 мм, колісна база - 2499 мм.

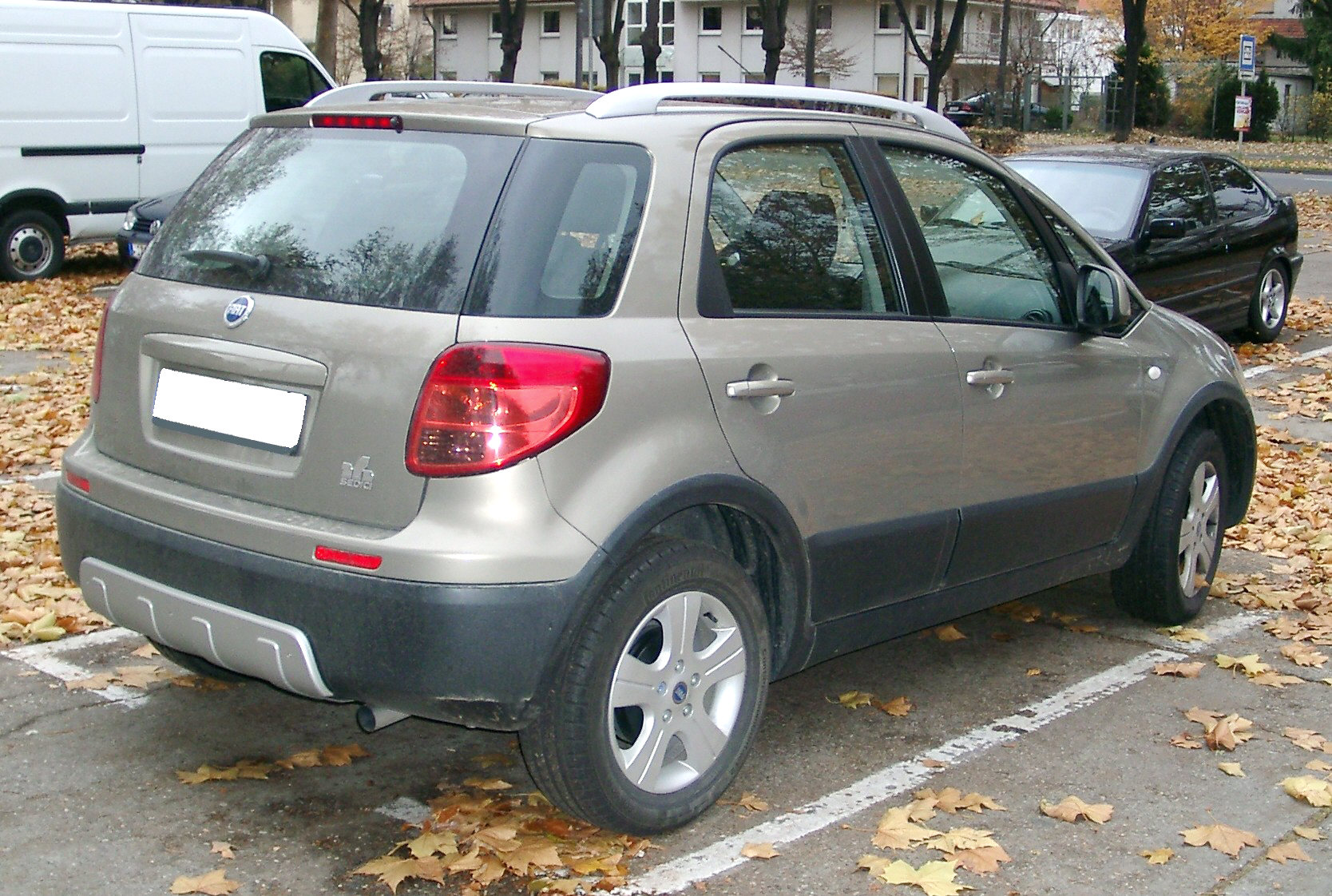
Fiat Sedici (2006–2009)
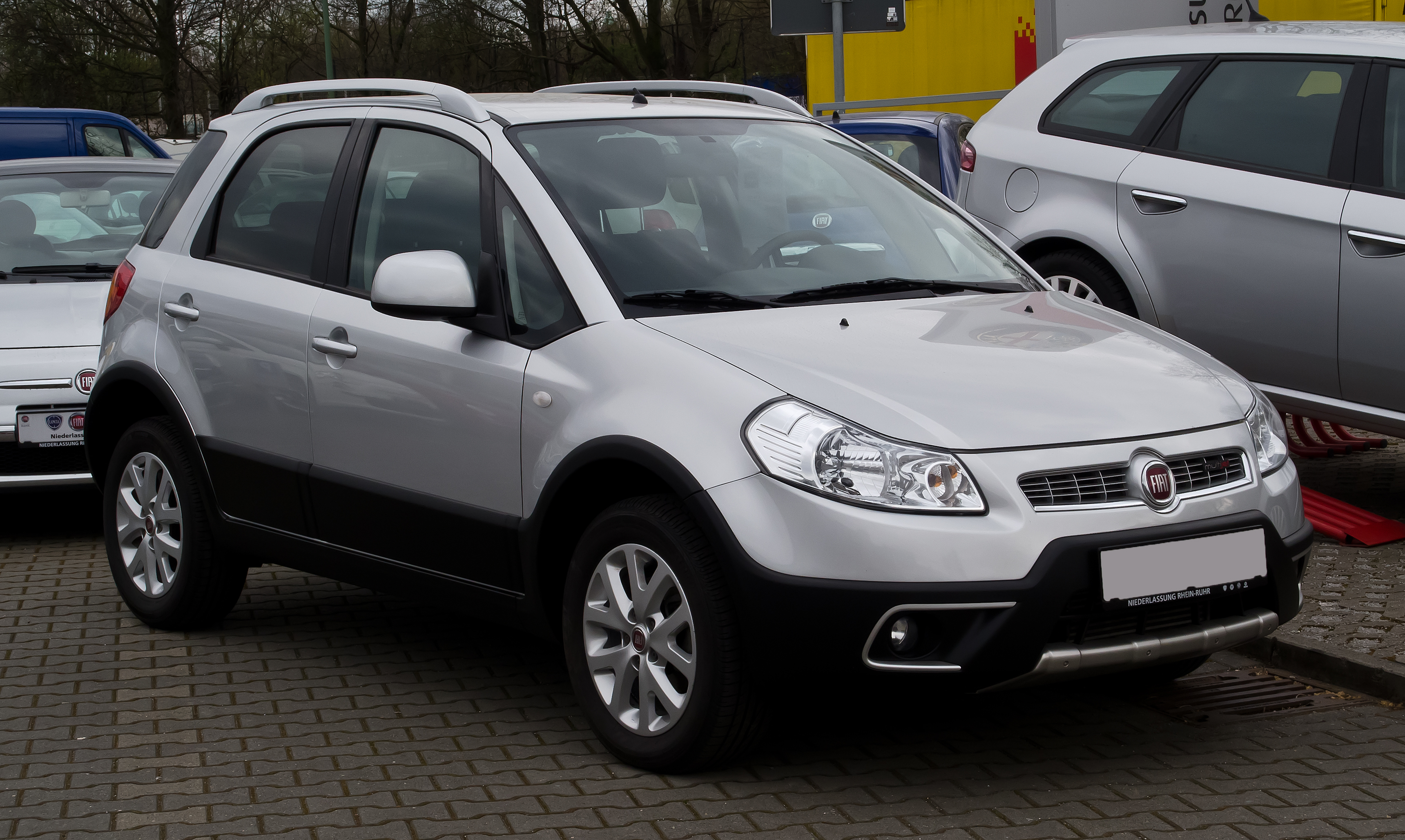
Fiat Sedici (2009–2012)
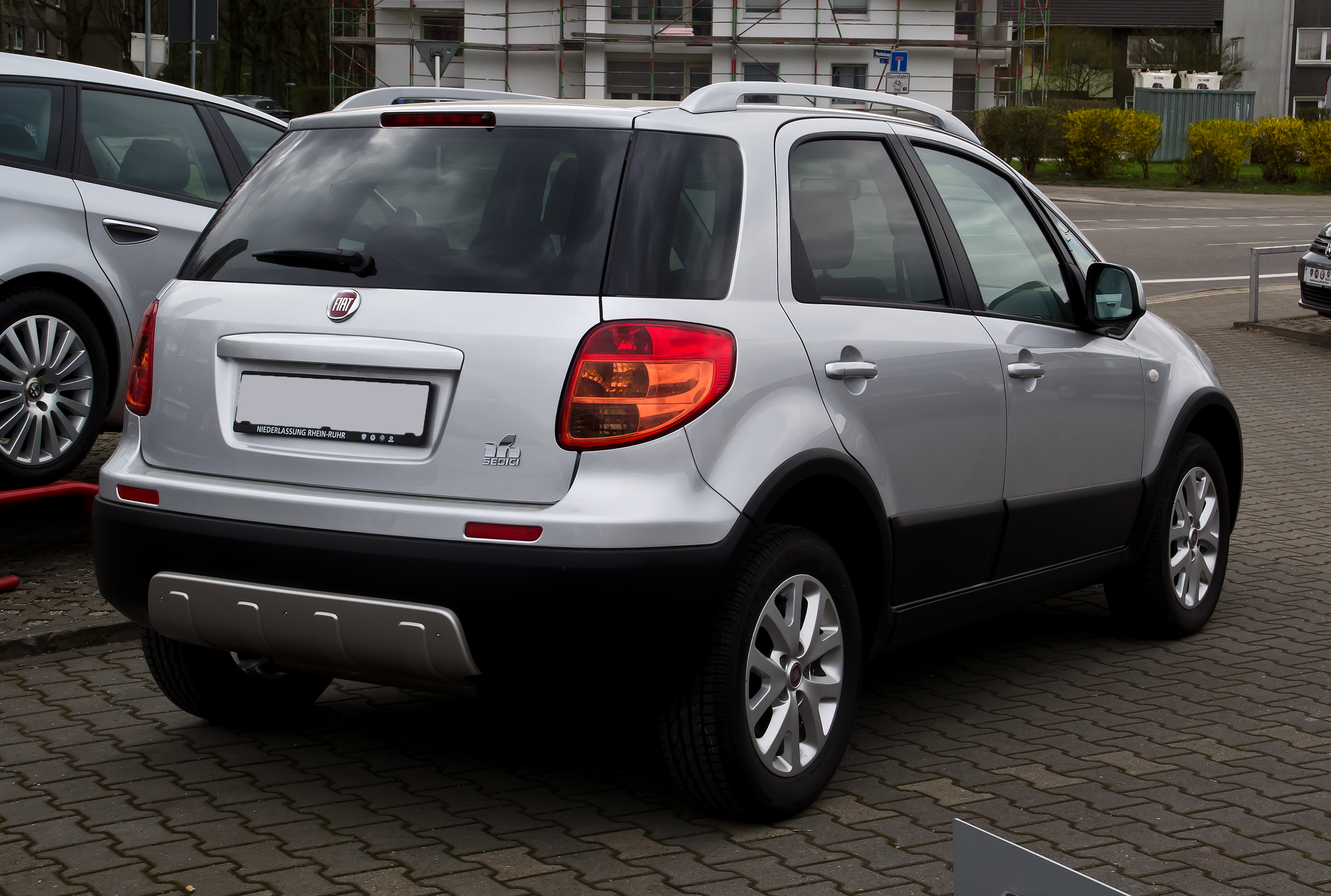
Fiat Sedici (2009–2012)
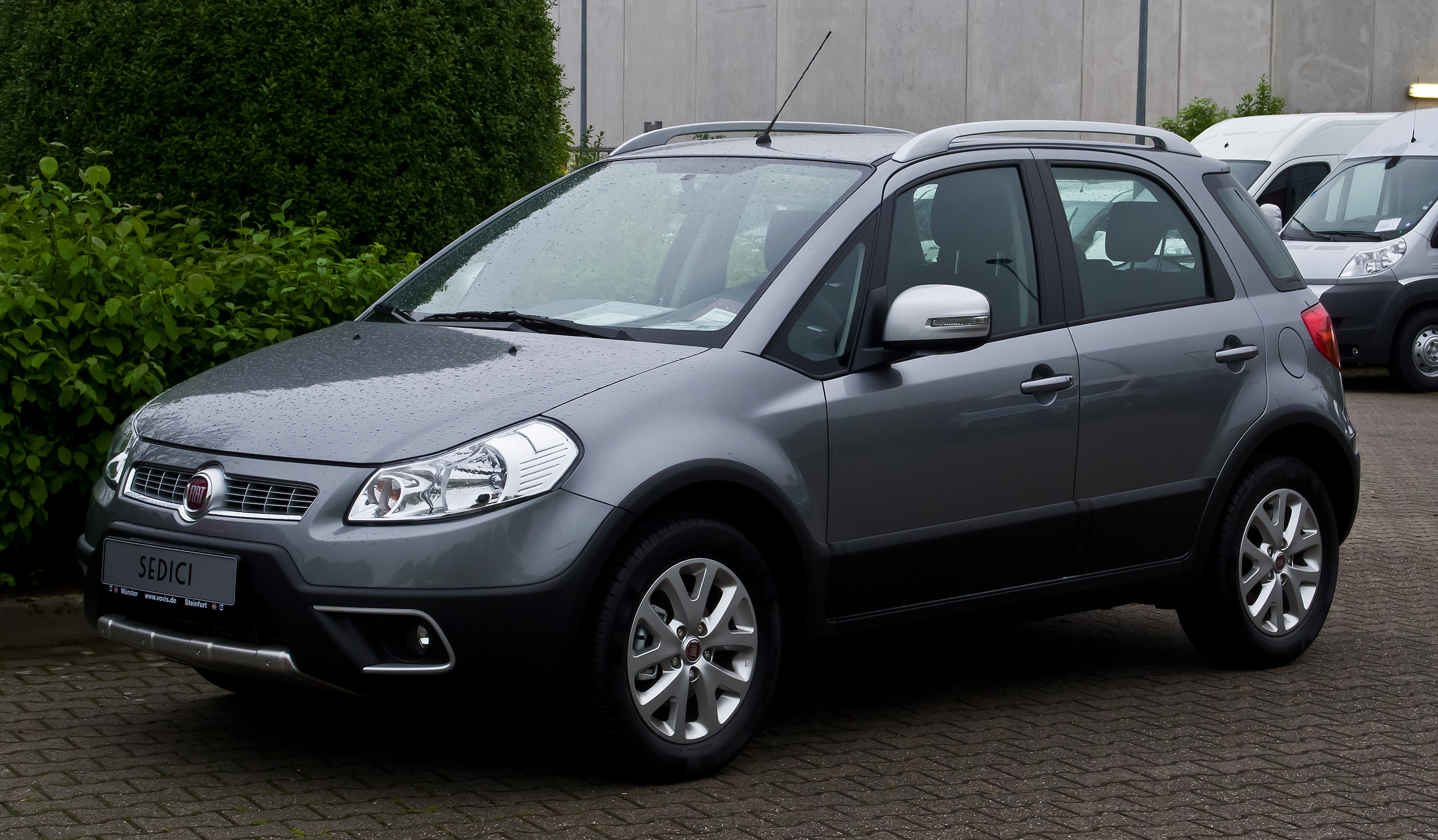
Fiat Sedici (2012–2014)
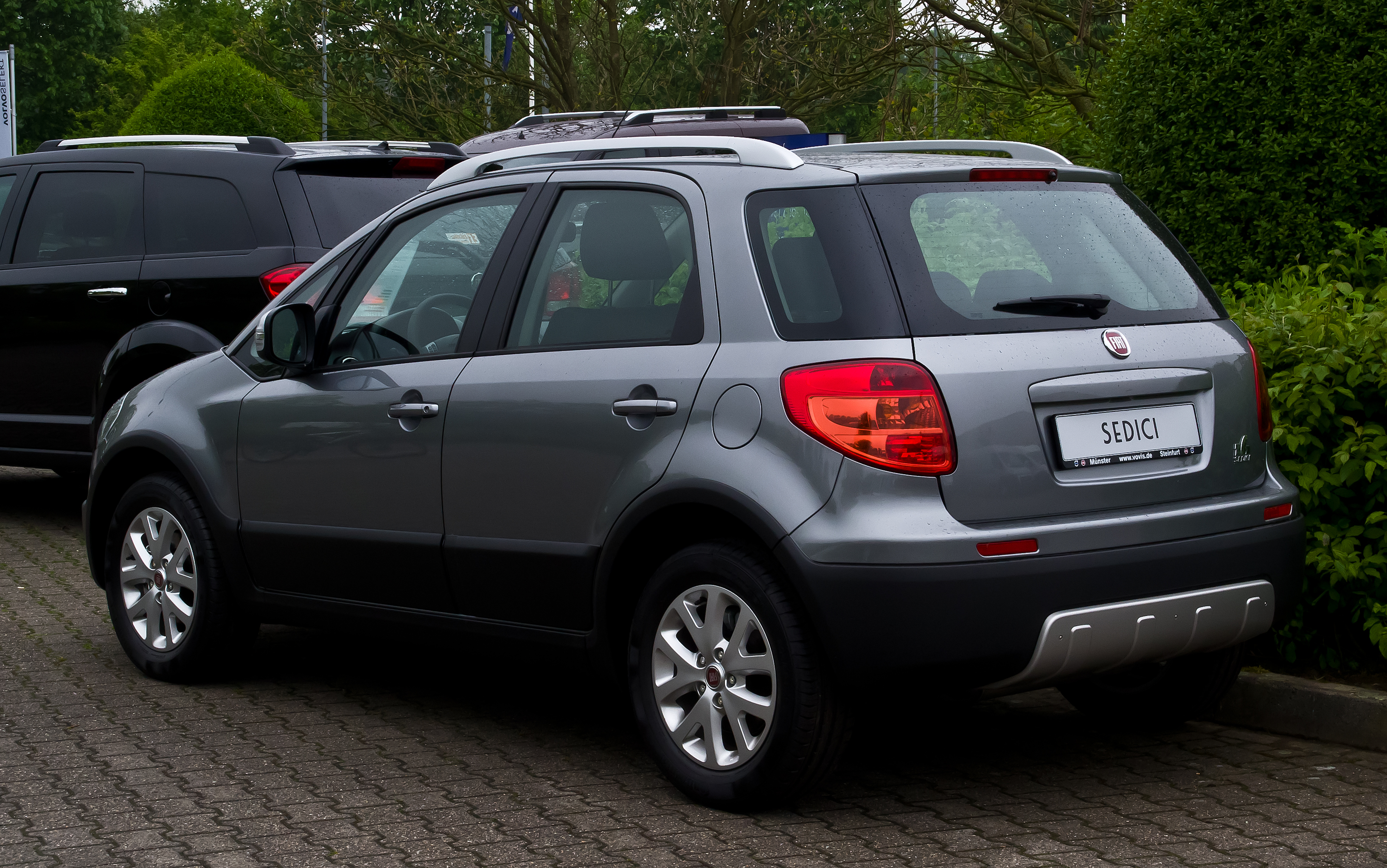
Fiat Sedici (2012–2014)
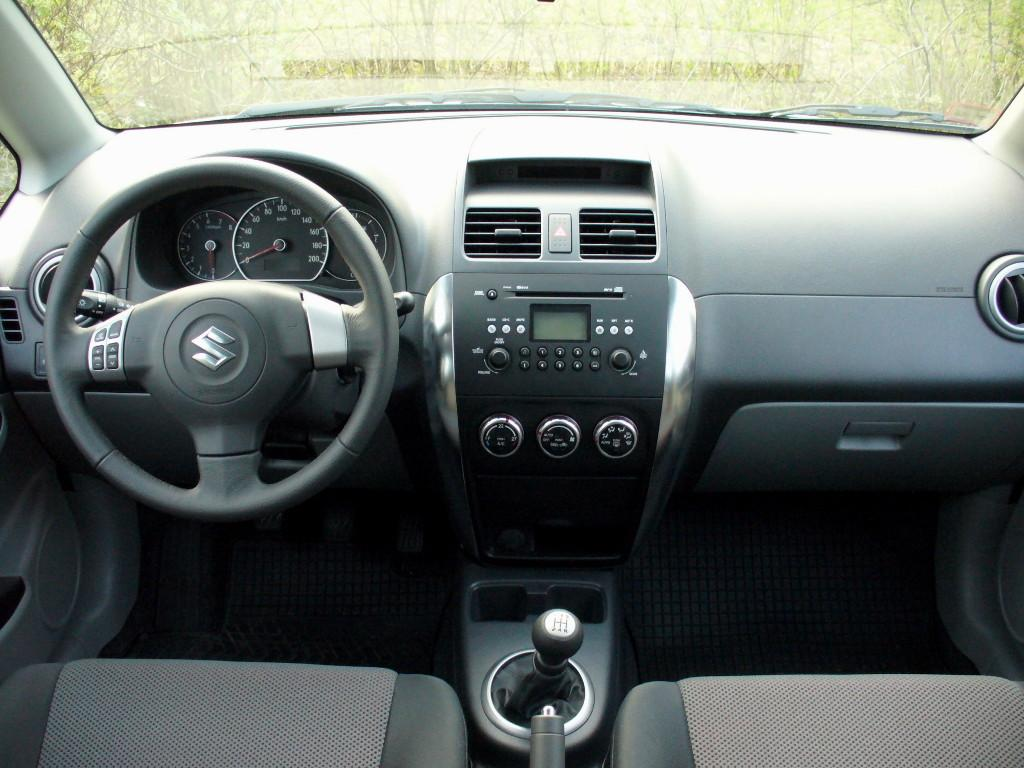

## Двигуни
| Модель           | Об'єм     | Циліндри  | Потужність                      | Крутний момент        | V-макс            | Витрати пального    | Роки виробництва |
| Бензинові        | Бензинові | Бензинові | Бензинові                       | Бензинові             | Бензинові         | Бензинові           | Бензинові        |
| ---------------- | --------- | --------- | ------------------------------- | --------------------- | ----------------- | ------------------- | ---------------- |
| 1.6 16V          | 1586 см³  | 4         | 79 kW (107 к.с.) при 5600 об/хв | 145 Нм при 4000 об/хв | (170)* 180 км/год | 6,8 (7,1)* л/100 км | 2006–2009        |
| 1.6 16V          | 1586 см³  | 4         | 88 kW (120 к.с.) при 6000 об/хв | 156 Нм при 4400 об/хв | (175)* 185 км/год | 6,2 (6,5)* л/100 км | з 2009           |
| Дизельні         |           |           |                                 |                       |                   |                     |                  |
| 1.9 8V Multijet  | 1910 см³  | 4         | 88 kW (120 к.с.) при 3500 об/хв | 280 Нм при 2050 об/хв | (180)* 190 км/год | 6,3 (6,6)* л/100 км | 2006–2009        |
| 2.0 16V Multijet | 1956 см³  | 4         | 99 kW (135 к.с.) при 4000 об/хв | 320 Нм при 1500 об/хв | (180)* 190 км/год | 4,9 (5,5)* л/100 км | з 2009           |

*В дужках показано витрати для повноприводної модифікації.

## Виробництво
| Рік  | Виготовлено |
| ---- | ----------- |
| 2012 | 8.683       |
| 2011 | 14.777      |
| 2010 | 16.505      |
| 2009 | 19.315      |
| 2008 | 30.952      |
| 2007 | 34.522      |
| 2006 | 24.943      |
| 2005 | 350         |